# Seznam planet ve světě Star Wars

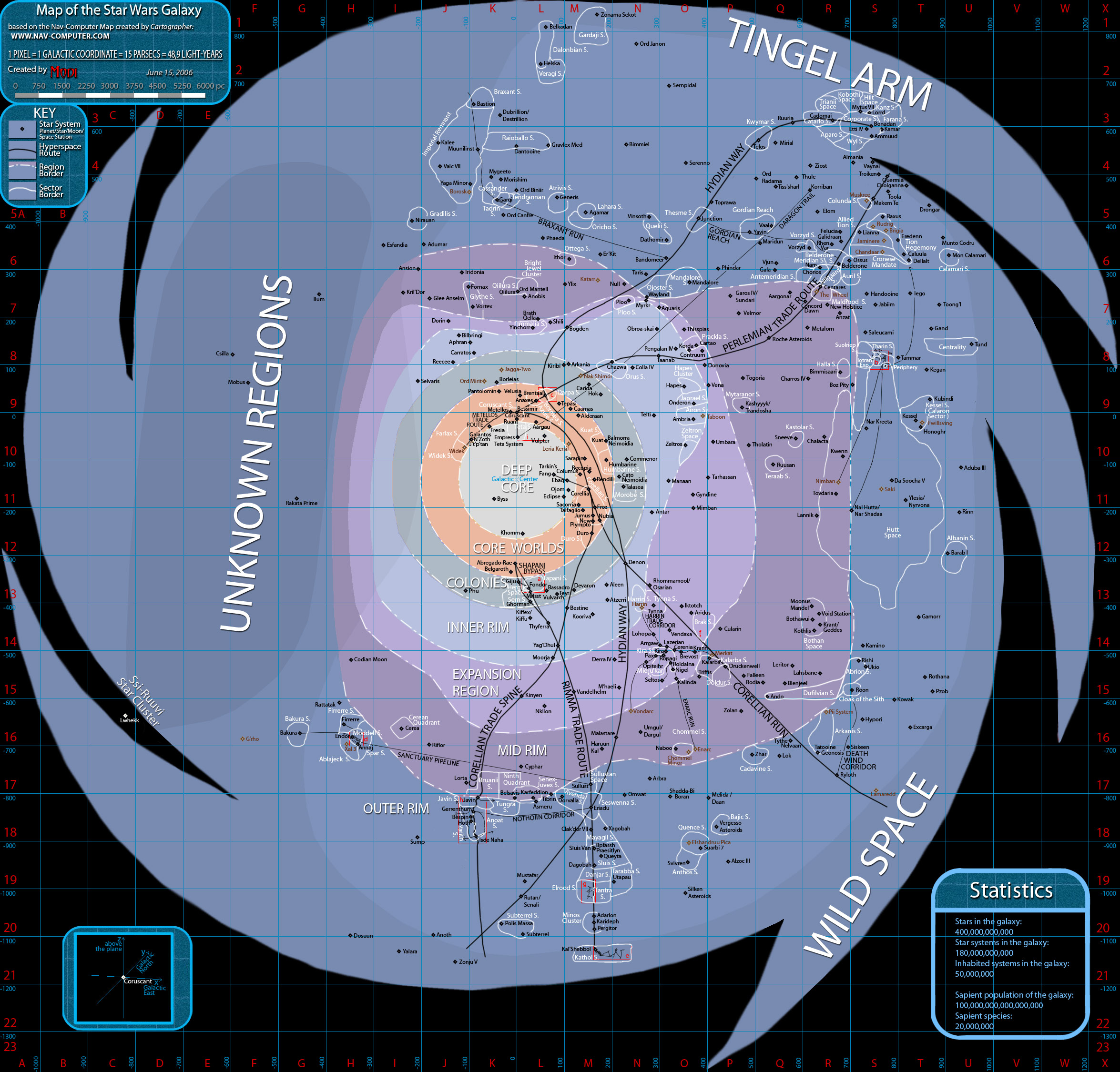
Mapa Star Wars galaxie

Seznam planet ve světě Star Wars obsahuje planety z fiktivního vesmíru Star Wars. Seznam není úplný a nejsou v něm zahrnuty všechny planety. Na obrázku vpravo je mapa s přibližným rozložením planet po galax

## Členění planet do regionů dleStar Wars kánonu

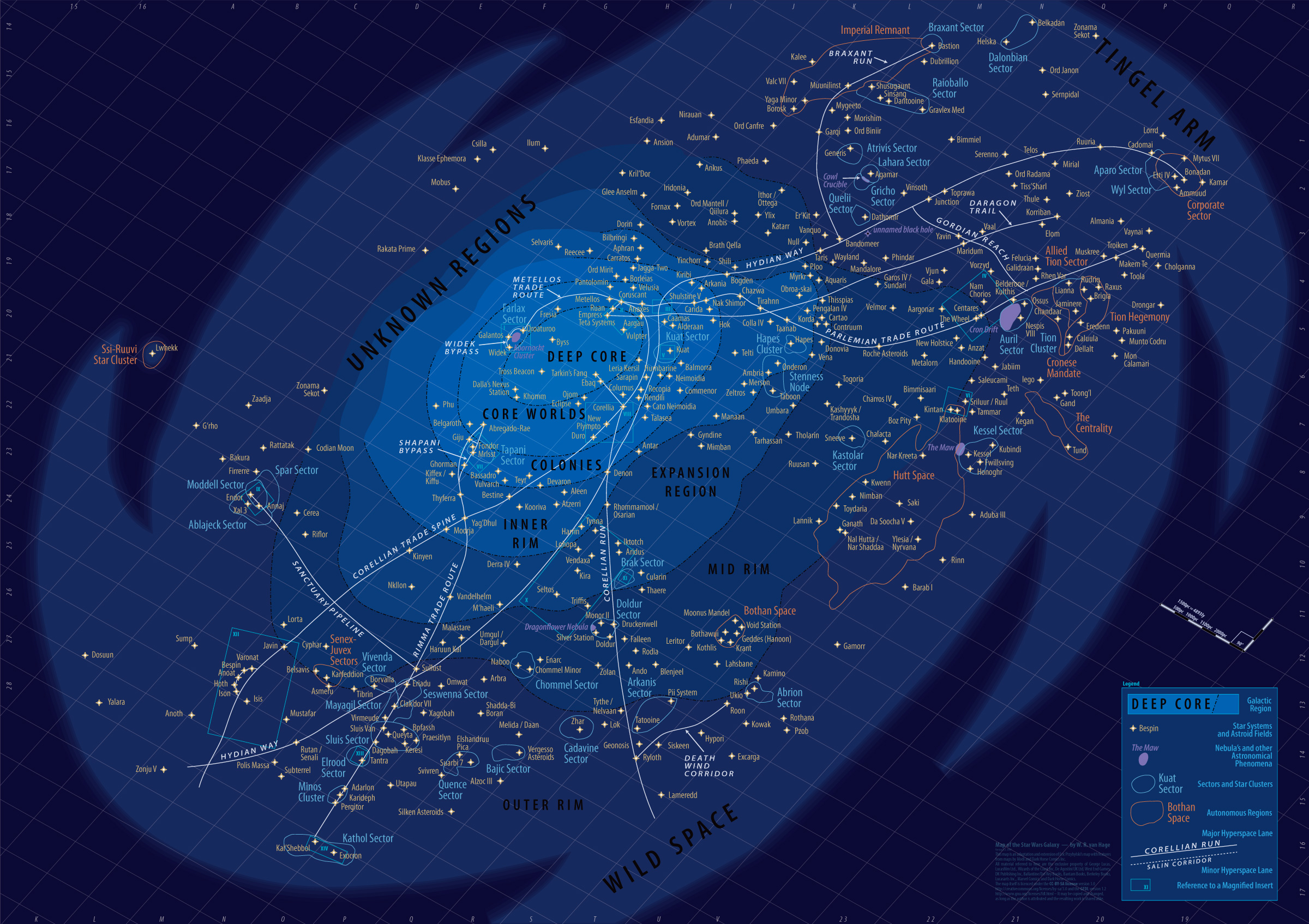
Mapa galaxie Star Wars galaxy (dle Legends)

Celá galaxie, v níž se odehrávají příběhy Star Wars, je členěna na několik širších regionů. Jejich existence byla navržena v dílech Star Wars mimo filmovou sérii již v době, kdy franšízu vlastnil tvůrce Star Wars George Lucas, a tato díla jsou označována v současnosti jako Legends. Toto členění pak bylo formálně přejato i společností Disney, jež zakoupilo Lucasfilm, a aktualizovalo ji. Nová mapa Star Wars galaxie je však velmi podobné mapě, vzniklé v Legends. Zobrazení mapy je orientováno tak, aby byl hlavní svět Republiky Coruscant orientován na sever. Coruscant je v systémech souřadnic, užívaných ve světě Star Wars, nastaven jako výchozí souřadnice 0-0-0. Galaxii obíhají dvě malé satelitní galaxie, z nichž se jedna jmenuje Labyrint Rishi, ale jsou jen velmi málo prozkoumané a málo obydlené.
"Who can name one of the five major trade routes in the galaxy? The Hydian Way [runs] from the Outer Rim to as far away as the Core Worlds. However, there are several other regions within our galaxy. They are the Mid Rim, the Expansion Region, the Inner Rim, the Colonies, the Core, and the Deep Core."
Dle vydání Visual Dictionary od Pabla Hidalga pro sequelovou trilogii jsou galaktické regiony, řazeny směrem od jádra k okraji, členěny takto:
- Hluboké jádro (Deep Core) – nejvnitřnější region, jehož střed tvoří supermasivní černá díra, která drží galaxii pohromadě. Je zde vysoká hustota hvězd a sluncí, spolu s mnoha mlhovinami a dalšími vesmírnými objekty. Kvůli většinou vysoké úrovni radiace a nedostatku použitelných hyperprostorových cest je tato část galaxie řídce osídlená.
- Světy jádra (Core Worlds) – nacházejí se zde nejvlivnější a nejbohatší světy galaxie, které se mohou pyšnit tisíci let kontinuálních dějin. Mnoho z nich jsou zakládajícími členy Republiky. Patří sem například Coruscant, Corellia, Alderaan, a Hosnian Prime.
- Kolonie (The Colonies) – nacházejí se zde světy, jež sloužily v raných dobách Republiky zakládajícím členům jako jejich kolonie. Časem se název držel spíše z tradice, neboť se většina kolonií osamostatnila a vybudovala si téměř stejné bohatství a vliv jako světy jádra, ačkoliv jejich dějiny nejsou tak bohaté a proslulé.
- Vnitřní okraj (Inner Rim) – jedná se o světy, jež v dobách rané republiky tvořily směrem od středu okraj známého vesmíru. Na hranicích těchto končin se průzkum galaxie zastavil na mnoho generací.
- Expanzní region (Expansion Region) – jedná se o světy vtlačené mezi Vnitřní a Střední okraj, jejichž region je takto nazván v souvislosti s druhou vlnou kolonizace světů, jež nastala po zkolonizování Vnitřního okraje.
- Střední okraj (Mid-Rim) – jedná se o světy, které jsou většinou průmyslově vyspělé, avšak nemají jiný valný význam. Přesto jsou vyspělejší než většina z Vnějšího okraje. Patří sem například Naboo a Kashyyyk.
- Vnější okraj (Outer Rim) – jedná se nejrozsáhlejší region, který obsahuje všechny známé světy za Středním okrajem až po ty nejvzdálenější kouty galaxie. Jelikož jde o světy, které se k Republice připojily až jako poslední, jsou zpravidla rozvojové, zaostalé, nebo i vyspělé, ale jen využívané pro své nerostné bohatství. Patří sem například Tatooine, Yavin, Hoth, Bespin, Endor, Geonosis, Utapau, Mustafar, a Kessel.
- Divoký vesmír (Wild Space) – sem patří hvězdné systémy, jež jsou málo nebo nijak prozkoumané, a nacházejí se za uznávanou hranicí Vnějšího okraje. Patří sem i satelitní galaxie, jež nebyly dle Star Wars: Epizoda II – Klony útočí nikdy kolonizované a jsou považované většinou za neobyvatelné. Patří sem například Kamino.
- Neznámé oblasti (Unknown Regions) – na nových mapách galaxie Star Wars je uváděno, že díky větší stabilitě hyperprostorových cest se více obydlených a kolonizovaných světů nachází na východní polovině galaxie. Díky tomu jsou rozsáhlé části kvadrantů západní poloviny většinou zcela neprozkoumané. Dle Legends byla tato část galaxie neprobádaná díky jakési bariéře tvořené labyrintem černých děr, gravitačních studen a mnoha dalšími nebezpečnými jevy, které ji činily proniknutelnou pouze s vysokým stupněm rizika. V neznámých regionech se nacházejí světy jako Ahch-To, Chiss a Rakata Prime. Po své porážce na Endoru se sem stáhly zbytky Galaktického impéria, jež se přetvořily v První řád.
- Západní dostup (Western Reaches) – název pro sektory, jež ovládá Republika při hranici s Neznámými regiony. Podle jejich historického či ekonomického stupně rozvoje jsou zhruba na úrovni světů Vnějšího okraje.

Kromě těchto hlavních regionů se v galaxii nacházejí ještě subregiony, jež jsou uváděné zvlášť z historického a tradičního hlediska. Zde jsou některé příklady:
- Mandalorianský prostor (Mandalorian space) – nachází se technicky vzato v severovýchodní části Vnějšího okraje v blízkosti hranice se Středním okrajem, poměrně blízko Kashyyyku. Svět Mandalore, obývaný válečnickými Mandaloriany, ovládal v dávných dobách okolní část vesmíru.
- Huttský prostor (Hutt Space) – poměrně rozsáhlé území na východě galaxie v rozmezí Středního a Vnějšího okraje, kterému vládnou Huttové a jejich klanový či gangsterský systém. Huttové mají natolik rozsáhlé zdroje a moc, že se jejich prostor nikdy nepokoušeli dobýt ani Republika ani Sithové, a to navzdory faktu, že huttská společnost je značně rozdělená a fragmentovaná. Huttové sami však nikdy proti ani jedné z těchto stran otevřeně nevystupovali.
- Sithský prostor (Sith space) – patří sem světy Vnějšího okraje, jež náležely Starému sithskému impériu, v čele se světem Korriban neboli Moraband dle kánonu Disney.

## Planety a měsíce Star Wars
| Planeta / Měsíc   | První zmínka                                              | Rok  | Médium   | Popis | Ref.        |
| ----------------- | --------------------------------------------------------- | ---- | -------- | --- | ----------- |
| Abafar            | Star Wars: Klonové války                                  | 2012 | Seriál   | Pouštní planeta na Vnějším okraji, jejíž povrch je kompletně bílé barvy. Je řidce osídlená, ale je zde bohaté naleziště rhydonia, vzácného, avšak nestabilního paliva. | [ 2 ]       |
| Abregado-rae      | Dědic Impéria (Legends)                                   | 1991 | Kniha    | Planeta obchodníků ve Světech jádra, jež slouží jako základna pro operace pašeráka jménem Talon Karrde. | [ 3 ]       |
| Agamar            | The Farlander Papers (Legends)                            | 1993 | Kniha    | Pustá, zaledněná a skalnatá planeta na Vnějším okraji. Nachází se zde rezerva aktivovaných droidů separatistů, kteří vešli ve známost tím, že přečkali Klonové války. | [ 4 ]       |
| Agamar            | Star Wars: Klonové války (Pouze zmínka)                   | 2012 | Seriál   | Pustá, zaledněná a skalnatá planeta na Vnějším okraji. Nachází se zde rezerva aktivovaných droidů separatistů, kteří vešli ve známost tím, že přečkali Klonové války. | [ 4 ]       |
| Ahch-To           | Star Wars: Síla se probouzí                               | 2015 | Film     | Oceánská planeta v Neznámých oblastech, posetá kamennými ostrovy, na které se po mnoho let skrýval Luke Skywalker. Nachází se zde první chrám Jediů a knihovna posvátných jedijských písemných pramenů. Je to také jedno z možných míst vzniku Řádu Jedi. | [ 5 ] [ 6 ] |
| Ajan Kloss        | Star Wars: Battlefront II (2017)                          | 2017 | Videohra | Měsíc pokrytý džunglí, jenž obíhá plynného obra Ajaru na Vnějším okraji. Slouží jako jedna ze základen rebelů. Leia Organa zde zemřela po spotřebování své zbývající životní energie, aby se prostřednictvím Síly spojila se svým synem. | [ 7 ]       |
| Akiva             | Star Wars: Aftermath                                      | 2015 | Kniha    | Planeta na Vnějším okraji, jež je pokrytá džunglí a jež je domovem Norry a Temmina Wexleyových. Příběh trilogie Aftermath se odehrává výhradně zde. | [ 8 ]       |
| Alderaan          | Star Wars: Epizoda IV – Nová naděje                       | 1977 | Film     | Planeta z Galaktického jádra, patří mezi zakládající členy Republiky. Přírodu tvoří lesy a hory. Domov princezny Leii Organy a vládnoucího rodu Organa. Zničená Hvězdou smrti | [ 9 ]       |
| Aleen             | Star Wars: Klonové války                                  | 2011 | Seriál   | Skalnatý svět ve Středním okraji, kde je život možný na povrchu i hluboko v podzemí. Aleenové žijí na povrchu a Kindalové, podobající se stromovcům, v podzemí, kde také žije mystická bytost Orphne. | [ 10 ]      |
| Alzoc III         | Jedi Knight II: Jedi Outcast (Legends)                    | 2003 | Videohra | Zamrzlá planeta na Vnějším okraji, s arktickými tundrami a ledovými pustinami. Zdejší život je přizpůsoben drsným podmínkám. | [ 11 ]      |
| Alzoc III         | Star Wars: Last Shot (Pouze zmínka)                       | 2018 | Kniha    | Zamrzlá planeta na Vnějším okraji, s arktickými tundrami a ledovými pustinami. Zdejší život je přizpůsoben drsným podmínkám. | [ 11 ]      |
| Ambria            | Letopisy rytířů Jedi (Legends)                            | 1991 | Komiks   | Nehostinná pouštní planeta ve Vnitřním okraji, s níž je spojena Temná strana Síly. Tudíž o tuto planetu jevili zájem Sithové, z nichž někteří se sem stáhli po prohrané Velké hyperprostorové válce, ale vinou nejmenované sithské čarodějnice byla tehdy planeta téměř zbavena života a všech přírodních zdrojů. Později ji obsadili Jediové a hlídal ji mistr Thon.                                                                                           | [ 12 ]      |
| Anaxes            | Star Wars: Empire at War (Legends)                        | 2006 | Videohra | Skalnatá planeta v Azurovém sektoru Galaktického jádra. Většina jejího povrchu je porostlá vysokými rudými tvory podobnými rostlinám. Někdy po vzniku Galaktického impéria byla celá planeta zničena katastrofou, způsobenou selháním reaktoru, jenž způsobil následně výbuch uskladněného ohromného množství hyperhmoty, který planetu proměnil v obří pás asteroidů. V legendách však k tomuto incidentu nedošlo a na Anaxes byla podepsána Anaxeská smlouva. | [ 13 ]      |
| Anaxes            | Star Wars: Klonové války                                  | 2020 | Seriál   | Skalnatá planeta v Azurovém sektoru Galaktického jádra. Většina jejího povrchu je porostlá vysokými rudými tvory podobnými rostlinám. Někdy po vzniku Galaktického impéria byla celá planeta zničena katastrofou, způsobenou selháním reaktoru, jenž způsobil následně výbuch uskladněného ohromného množství hyperhmoty, který planetu proměnil v obří pás asteroidů. V legendách však k tomuto incidentu nedošlo a na Anaxes byla podepsána Anaxeská smlouva. | [ 13 ]      |
| Ando              | Dark Force Rising (Legends)                               | 1992 | Kniha    | Vodní svět, nacházející se na Vnějším okraji. Žije zde plemeno Aqualishů, kteří během separatistické krize čelili značnému chaosu. | [ 14 ]      |
| Ando              | Star Wars Rebels: Head to Head                            | 2014 | Kniha    | Vodní svět, nacházející se na Vnějším okraji. Žije zde plemeno Aqualishů, kteří během separatistické krize čelili značnému chaosu. | [ 14 ]      |
| Anoat             | Star Wars: Epizoda V – Impérium vrací úder (pouze zmínka) | 1980 | Film     | Poměrně nedávno objevená planeta na Vnějším okraji v sousední soustavě od Bespinu, kolem které prchal Han Solo ve vesmírné lodi Millennium Falcon před Impériem. Planeta je obtížně obyvatelná, navíc kolonisté, kteří sem prvně přišli krátce před vypuknutím Klonových válek, způsobili nešetrnou těžbou závažnou otravu atmosféry, a tak byla kolonie brzy opět opuštěna.                                                                                    | [ 15 ]      |
| Anoth             | Dark Apprentice (Legends)                                 | 1994 | Kniha    | Skalnatá planeta v Divokém vesmíru, jež se kdysi vlivem neznámé katastrofy rozpadla na tři velké části a později znovu utvořila. Ačkoliv si uchovala obyvatelnost, je těžce znečištěná. Posloužila jako úkryt pro nedávno narozené děti Hana Sola a Leiy Organy. | [ 16 ]      |
| Ansion            | Star Wars: Epizoda II – Klony útočí (pouze zmínka)        | 2002 | Film     | Planeta pokrytá pastvinami na Středním okraji, jež se před Klonovými válkami stala předmětem hraničních sporů mezi znepřátelenými stranami. |             |
| Arcana            | Ahsoka                                                    | 2023 | Seriál   | Planeta s tisíce let starou zříceninou chrámu Sester noci, kde byla ukryta hvězdná mapa na planetu Peridea, kde byl přes 10 let uvězněn Thrawn. |             |
| Arkania           | Letopisy rytířů Jedi (Legends)                            | 1994 | Komiks   | Chladná planeta pokrytá tundrou, nachází se v oblasti Kolonie. Přistěhovali se sem příslušníci Arkanianů, kteří mají bílé vlasy a oči. Planeta je surovinově bohatá a těží se zde drahokamy. Pochází z ní mistr Arca Jeth. | [ 17 ]      |
| Arvala-7          | Mandalorian                                               | 2019 | Seriál   | Pouštní planeta na Vnějším okraji, kde žijí Jawové, známí svým kradení součástí vesmírných lodí. Žije zde také Kuiil z druhu Ugnaught, který pomohl Djarinovi v dokončení úkolu. |             |
| Atollon           | Star Wars Povstalci                                       | 2016 | Seriál   | Pouštní planeta na Vnějším okraji, na které se nacházela základna rebelů. Žijí zde pavoučí bytosti Krykna a Bendu, mocný uživatel Síly. | [ 18 ]      |
| Bespin            | Star Wars: Epizoda V – Impérium vrací úder                | 1980 | Film     | Plynná planeta, kde je umístěno Cloud City | [ 19 ]      |
| Corellia          | Star Wars: Epizoda IV – Nová naděje                       | 1977 | Film     | Průmyslová planeta, na které se vyrábějí vesmírné lodě řady YT, Hvězdné Destruktory a mnoho dalších, jsou zde i rozlehlé oceány, lesy a stepi. Vyrůstal zde Han Solo. |             |
| Coruscant         | Star Wars: Epizoda VI – Návrat Jediů                      | 1983 | Film     | Městská planeta a vládní centrum Galaktické republiky a později i Galaktického impéria | [ 19 ]      |
| Corvus            | Mandalorian                                               | 2020 | Seriál   | Lesní planeta na Vnějším okraji, kterou vykořisťuje imperiální přisluhovačka Morgan Elsbeth, která svým průmyslem výrazně poškodila zdejší přírodu. |             |
| D'Qar             | Star Wars: Síla se probouzí                               | 2015 | Film     | Místo, kde je základna Rebelů pod vedením Generálky Leiy Organy | [ 20 ]      |
| Dagobah           | Star Wars: Epizoda V – Impérium vrací úder                | 1980 | Film     | Bažinatá planeta a Yodova rezidence | [ 9 ]       |
| Endor             | Star Wars: Epizoda VI – Návrat Jediů                      | 1983 | Film     | Zalesněný měsíc, kolem kterého obíhala druhá Hvězda smrti, obývaná rasou Ewoků | [ 21 ]      |
| Geonosis          | Star Wars: Epizoda II – Klony útočí                       | 2002 | Film     | Pouštní planeta, kde se vyrábějí bitevní droidi | [ 22 ]      |
| Hosnian Prime     | Star Wars: Síla se probouzí                               | 2015 | Film     | Městská planeta a hlavní město Nové republiky. Zničená Prvním řádem pomocí Hvězdovraha (bitevní stanice Starkiller) | [ 20 ]      |
| Hoth              | Star Wars: Epizoda V – Impérium vrací úder                | 1980 | Film     | Ledová planeta a základna Rebelů | [ 19 ]      |
| Jakku             | Star Wars: Síla se probouzí                               | 2015 | Film     | Pouštní planeta a hřbitov hvězdných lodí (včetně imperiálních vraků lodí Ravager a Inflictor, které jsou ve filmu zobrazeny) poškozených během bitvy mezi Impériem a Republikou. | [ 20 ]      |
| Kamino            | Star Wars: Epizoda II – Klony útočí                       | 2002 | Film     | Mořská planeta klonovačů, kteří pro Republiku vytvořili armádu klonů. | [ 9 ]       |
| Kol Iben          | Mandalorian                                               | 2020 | Seriál   | Plynný obr, který je obíhán obydleným mořským měsícem Trask. |             |
| Kashyyyk          | Star Wars Prázdninový Speciál                             | 1978 | TV film  | Zalesněná planeta a domov rasy Wookiee | [ 23 ]      |
| Korriban/Moraband | Star Wars: Knights of the Old Republic (Legends)          | 2003 | Videohra | Je opuštěnou hřbitovní planetou plnou hrobů dávných Sithských pánů, z nichž vychází moc temné strany. | [ 24 ]      |
| Lothal            | Star Wars Povstalci                                       | 2014 | Seriál   | Stepní planeta s občasnými skalními útvary. Hlavní odvětví je farmaření a je to domovský svět Ezry Bridgera | [ 25 ]      |
| Malachor V        | Star Wars: Knights of the Old Republic (Legends)          | 2003 | Videohra | Bývala to planeta temné strany, která ale byla zničena pomocí thorinových jader. V době povstání se sem vydali Ezra Bridger, Kanan Jarrus a Ahsoka Tano, aby prozkoumali jak porazit Sithy. | [ 26 ]      |
| Mandalore         | Star Wars (1977) 68(Legends)                              | 1982 | Komiks   | Planeta válečníků, jejichž nekonečné války učinily z kdysi bujného stepního světa prašnou pustinu. Místní obyvatelé kvůli tomu vybudovali obrovské ochranné kopule pro svá města a nakonec i upustili od válčení, ovšem pouze do nástupu Impéria. |             |
| Mustafar          | Star Wars: Epizoda III – Pomsta Sithů                     | 2005 | Film     | Vulkanická planeta a místo souboje mezi Anakinem Skywalkerem a Obi-Wanem Kenobim A | [ 27 ]      |
| Naboo             | Star Wars: Epizoda I – Skrytá hrozba                      | 1999 | Film     | Planeta na Středním okraji. Domovská planeta Padmé Amidaly, císaře Palpatina a rasy Gunganů, včetně Jar-Jar Binkse | [ 27 ]      |
| Nal Hutta         | Star Wars: Klonové války (seriál)                         | 2008 | Seriál   | Nal Hutta (původně Evocar) je horká bažinatá planeta, kterou si vvybrala za domovoskou planetu rasa Huttů, mocichtivých a arogantních červů větších než lidé. | [ 28 ]      |
| Nevarro           | Mandalorian                                               | 2019 | Seriál   | Planeta na Vnějším okraji z vysokou sopečnou aktivitou. Sídlí zde cech nájemných lovců a skrývají se zde přeživší Mandaloriani |             |
| Ossus             | Letopisy rytířů Jedi (Legends)                            | 1994 | Komiks   | Planeta na Vnějším okraji, kde jsou vysoké kopce porostlé bambusovými lesy, loukami a v údolích jsou jezera. V dávné historii to bylo jedno z center Jediů a je to jedno z možných míst vzniku Řádu Jedi. Luke Skywalker zde založil svou jedijskou akademií. |             |
| Pagodon           | Mandalorian                                               | 2019 | Seriál   | Ledová planeta na Vnějším okraji, se zamrzlými moři. Je to ideální místo pro úkryt zločinců. |             |
| Peridea           | Ahsoka                                                    | 2023 | Seriál   | Planeta v sousední galaxii předaleké galaxie, je skalnatá se stepmi a jezery. Je to původní planeta Dathomirců a Sester noci. Také zde byl přes 10 let uvězněn Thrawn. |             |
| Seatos            | Ahsoka                                                    | 2023 | Seriál   | Planeta je shromaždiště vesmírných velryb zvaných Purgilové, jsou zde lesy červených stromů a oceány. Je zde také odrazný bod pro let na mimogalaktickou planetu Peridea. |             |
| Sorgan            | Mandalorian                                               | 2019 | Seriál   | Planeta na Vnějším okraji porostlá rozsáhlými lesy s jezery u kterých sídlí osady sběračů vodních korýšů. |             |
| Sullust           | Star Wars Battlefront                                     | 2015 | Videohra | Vulkanická planeta, základná císařských továren | [ 29 ]      |
| Takodana          | Star Wars: Síla se probouzí                               | 2015 | Film     | Zalesnění planeta a místo, kde je hrad Maz Kanaty. Neutrální území mezi Prvním řádem a Rebely. Místo útoku Prvního řádu. | [ 20 ]      |
| Taspir III        | Star Wars Jedi Knight: Jedi Academy                       | 2003 | Videohra | Vulkanická a hornatá planeta, kde zachraňoval Jaden Korr a jeho mistr Kyle Katarn Roshe Penina, mladého Jedie, který přešel k Temné straně síly. | [ 30 ]      |
| Tatooine          | Star Wars: Epizoda IV – Nová naděje                       | 1977 | Film     | Pouštní planeta a místo, kde trávili dětství Anakin Skywalker (Darth Vader) a Luke Skywalker | [ 19 ]      |
| Trask             | Mandalorian                                               | 2020 | Seriál   | Mořský měsíc, kde žijí převážně Mon-Calamariané a Quarreni, kteří odešli ze své domovské planety kvůli politice. Zde Bo-Katan se svými spolubojovníky přepadávala imperiální transportéry. |             |
| Tython            | Star Wars - Úsvit rytířů Jedi: Do prázdnoty               | 2013 | Kniha    | Stepní, kopcovitá a skalnatá planeta v Hlubokém jádru. Nachází se zde jedijské meditační místo, tzv. „Kámen vidění“ a je to jedno z možných míst vzniku Řádu Jedi. |             |
| Utapau            | Star Wars: Epizoda III – Pomsta Sithů                     | 2005 | Film     | Planeta, kde se odehrává závěrečná bitva s Generálem Grievousem | [ 22 ]      |
| Yavin             | Star Wars: Epizoda IV – Nová naděje                       | 1977 | Film     | Plynná planeta s několika měsíci, včetně Yavinu 4 | [ 19 ]      |
| Yavin 4           | Star Wars: Epizoda IV – Nová naděje                       | 1977 | Film     | Zalesněný měsíc a základna Rebelů | [ 19 ]      |

## Další zmíněné planety a vesmírná tělesa
- Belkadan- Star wars:nový řád jedi- prvotní vektor ( kniha)
- Bludná planeta
- Bogden - Epizoda II (pouze zmínka)
- Bothawui- rodná planeta bothanů
- Boz Pity - Epizoda III (pouze zmínka)
- Cato Neimoidia - Epizoda III (pouze zmínka)
- Corellia - Epizoda IV (pouze zmínka)
- Dantooine - Epizoda IV (pouze zmínka)
- Fondor- planeta s velkými loděnicemi
- Felucia - Epizoda III
- Iego - Epizoda I (pouze zmínka)
- Ithor-planeta Ithorianů
- Kessel (obří asteroid) - Epizoda IV (pouze zmínka)
- Malastare - Epizoda I (pouze zmínka)
- Mandalor- planeta obývaná mandaloriany
- Měsíc pašeráků (měsíc) - Epizoda IV (pouze zmínka)
- Mygeeto - Epizoda III
- Nar Shada - podobná Coruscantu
- Ord Mantell - Epizoda V (pouze zmínka)
- Polis Massa (asteroid) - Epizoda III
- Ryloth - Epizoda III
- Saleucami - Epizoda III
- Subterrel - Epizoda II (pouze zmínka)
- Taanab - Epizoda VI (pouze zmínka)
- Tund - Epizoda I (pouze zmínka)
- Ylesia - planeta z knižních novel autora A. C. Crispina[31]